# Joël Kiassumbua
Joël Kiassumbua (Luzern, 6 de abril de 1992) é um futebolista congolês que atua como goleiro. Atualmente defende o Stade Nyonnais.

## Carreira
Joël Kiassumbua representou o elenco da Seleção da República Democrática do Congo de Futebol no Campeonato Africano das Nações de 2017.